# Urceolariidae
Famille
Les Urceolariidae sont une famille de Ciliés de la classe des Oligohymenophorea et de l'ordre des Peritrichida.

## Étymologie
Le nom de la famille vient du genre type Urceolaria, dérivé du latin urceolus, « petite tasse, petit vase ».

## Description
Les Urceolariidae ont une taille petite (< 80 µm) à moyenne (80 à 200 µm). Leur forme est cylindrique, souvent légèrement inclinée d'un côté. Ils possèdent un disque adhésif avec environ 20 denticules lisses, de forme simple, et sans cils scopulaires. La spirale adorable fait un circuit de 360 à 400°, sur un large rayon. Leur macronoyau est discoïde ou en forme de bande. Micronoyau et vacuole contractile sont présents. Le cytoprocte n’a pas été observé.

## Habitat
Les Urceolariidae vivent aussi bien en milieu marin qu’en eau douce comme ectosymbiontes des vers turbellariés et les surfaces branchiales des vers polychètes et des mollusques, comme l'indiquent les épithètes spécifiques des espèces Urceolaria mitra et U. patella, respectivement « Urceolaires de la mitre et de la patelle » .

## Liste des genres
Selon GBIF (25 février 2024) :
- Dipartiella Stein, 1961
- Semitrichodina Kazubski, 1958
- Trichodinella Srámek-Husek, 1953
- Tripartiella Lom, 1963
- Urceolaria Lamarck, 1801
- Urceolaria Stein, 1854 genre type
  - Espèce type :  Urceolaria mitra (Siebold, 1850) Stein, 1867

Selon Lynn (2010) :
- Anthurceolaria Jankowski, 1980
- Monurceolaria Jankowski, 1980
- Orthurceolaria Jankowski, 1980
- Urceolaria Stein, 1867

## Systématique
Le nom valide de ce taxon est Urceolariidae Dujardin, 1840.